# Gonystylus bancanus
Gonystylus bancanus ist ein Baum in der Familie der Seidelbastgewächse aus Borneo, Sumatra und Malaya.

## Beschreibung
Gonystylus bancanus wächst als Baum bis über 40 Meter hoch. Der Stammdurchmesser erreicht bis zu 120 Zentimeter. Die bräunliche Borke ist schuppig bis abblätternd. Es werden in sumpfigen Gebieten Pneumatophoren gebildet.
Die wechselständigen, einfachen und langstieligen, fast kahlen Laubblätter sind ledrig und fest. Der kahle Blattstiel ist 8–18 Zentimeter lang. Die ganzrandigen Blätter sind elliptisch, lanzettlich bis verkehrt-eiförmig, -eilanzettlich und 4–14 Zentimeter lang und 2–7 Zentimeter breit. An der Spitze sind sie abgerundet oder rundspitzig bis bespitzt, spitz. Die Nervatur ist gefiedert mit vielen Seitenadern. Die Blätter sind öfters leicht eingefaltet.
Die Blüten erscheinen in achselständigen und wenigblütigen, schwach behaarten, kurzen Blütenständen. Es sind kleine und abfallende Tragblätter ausgebildet. Die langstieligen, kleinen Blüten sind zwittrig mit doppelter Blütenhülle. Der bis 1,5 Zentimeter lange Blütenstiel ist fein behaart. Der außen behaarte, ledrige, etwa 5 Millimeter große Kelch ist innen borstig und becherförmig mit 5 kleinen dreieckigen Zipfeln. Die kleinen 13–20, fast freien und schmalen, pfriemlichen, festen Petalen sind kahl und bis 3 Millimeter lang. Es sind etwa soviele kurze Staubblätter wie Petalen vorhanden. Der borstig behaarte, kugelige und mehrkammerige Fruchtknoten ist oberständig mit einem langen, drahtigen und fadenförmigen, oft etwas gestauchten, welligen Griffel mit kopfiger Narbe.
Es werden fast kugelige, dreiklappige und holzige, lokulizide, bräunliche, etwas raue, bis 4 Zentimeter große, dreisamige Kapselfrüchte gebildet. Das dicke, rötliche Mesokarp ist fest und fibrös. Die weich-ledrigen, abgeflachten und eiförmigen, schwärzlichen, glatten und bis etwa 28 Millimeter langen Samen haben einen becherförmigen, dünnen und fleischigen, orangen Arillus.

## Taxonomie
Die Erstbeschreibung des Basionyms Aquilaria bancana erfolgte 1860 (publ. 1861) durch Friedrich Anton Wilhelm Miquel in Fl. Ned. Ind., Eerste Bijv., Suppl.: 355. Die Umteilung in die Gattung Gonystylus zu Gonystylus bancanus erfolgte 1864 durch Wilhelm Sulpiz Kurz in Natuurk. Tijdschr. Ned.-Indië 26: 171. Ein weiteres Synonym ist
Gonystylus hackenbergii Diels.

## Verwendung
Das helle, mittelschwere Holz ist bekannt als Ramin (telur) oder Melawis.
Das aromatische, harzhaltige Holz wird auch als Räucherwerk verwendet.